# Jordi Alba
Jordi Alba Ramos (catalană: [ˈʒɔrði ˈaɫβə ˈramos], spaniolă: [ˈʝorði ˈalβa ˈramos]); născut pe 21 martie 1989) este un fotbalist spaniol care evoluează la Inter Miami în MLS și care a evoluat la Echipa națională de fotbal a Spaniei.

## Goluri internaționale
| #  | Data              | Stadion                                     | Oponent    | Scor | Rezultat | Competiția                                              |
| -- | ----------------- | ------------------------------------------- | ---------- | ---- | -------- | ------------------------------------------------------- |
| 1. | 1 iulie 2012      | Olympic Stadium, Kiev, Ucraina              | Italia     | 2–0  | 4–0      | Finala Campionatului European de Fotbal 2012            |
| 2. | 12 octombrie 2012 | Dynama Stadium, Minsk, Belarus              | Belarus    | 1–0  | 4–0      | Calificările pentru Campionatul Mondial de Fotbal 2014  |
| 3. | 23 iunie 2013     | Castelão, Fortaleza, Brazilia               | Nigeria    | 1–0  | 3–0      | Cupa Confederațiilor FIFA 2013                          |
| 4. | 23 iunie 2013     | Castelão, Fortaleza, Brazilia               | Nigeria    | 3–0  | 3–0      | Cupa Confederațiilor FIFA 2013                          |
| 5. | 6 septembrie 2013 | Olympic Stadium, Helsinki, Finlanda         | Finlanda   | 1–0  | 2–0      | Calificările pentru Campionatul Mondial de Fotbal 2014  |
| 6. | 5 septembrie 2015 | Estadio Carlos Tartiere, Oviedo, Spania     | Slovacia   | 1–0  | 2–0      | Calificările pentru Campionatul European de Fotbal 2016 |
| 7. | 11 noiembrie 2017 | La Rosaleda, Málaga, Spania                 | Costa Rica | 1–0  | 5–0      | Meci amical                                             |
| 8. | 14 noiembrie 2017 | Krestovsky Stadium, Saint Petersburg, Rusia | Rusia      | 1–0  | 3–3      | Meci amical                                             |

## Palmares

### Club
Barcelona
- La Liga: 2012–13
- Supercopa de España: 2013;

Finalist: 2012

### Națională
- Campionatul European de Fotbal: 2012
- Cupa Confederațiilor FIFA: Finalist 2013
- Jocurile Mediteraniene: 2009

### Individual
- Echipa turneului la Campionatul European: 2012

## Statistici

### Club
La 18 februarie 2014.
| Club          | Sezon         | Campionat | Campionat | Cupă    | Cupă   | Europa  | Europa | Altele  | Altele | Total   | Total  |
| Club          | Sezon         | Meciuri   | Goluri    | Meciuri | Goluri | Meciuri | Goluri | Meciuri | Goluri | Meciuri | Goluri |
| ------------- | ------------- | --------- | --------- | ------- | ------ | ------- | ------ | ------- | ------ | ------- | ------ |
| Gimnàstic     | 2008–09       | 35        | 4         | 1       | 0      | —       | —      | —       | —      | 36      | 4      |
| Gimnàstic     | Total         | 35        | 4         | 1       | 0      | —       | —      | —       | —      | 36      | 4      |
| Valencia      | 2009–10       | 15        | 1         | 2       | 0      | 9       | 0      | —       | —      | 26      | 1      |
| Valencia      | 2010–11       | 26        | 2         | 4       | 0      | 3       | 0      | —       | —      | 33      | 2      |
| Valencia      | 2011–12       | 32        | 2         | 8       | 0      | 10      | 1      | —       | —      | 50      | 3      |
| Valencia      | Total         | 73        | 5         | 14      | 0      | 22      | 1      | —       | —      | 109     | 6      |
| Barcelona     | 2012–13       | 29        | 2         | 5       | 1      | 9       | 2      | 1       | 0      | 44      | 5      |
| Barcelona     | 2013–14       | 10        | 0         | 4       | 0      | 1       | 0      | 2       | 0      | 17      | 0      |
| Barcelona     | Total         | 39        | 2         | 9       | 1      | 10      | 2      | 3       | 0      | 61      | 5      |
| Total carieră | Total carieră | 147       | 11        | 24      | 1      | 32      | 3      | 3       | 0      | 206     | 15     |

1Played in UEFA Champions League and UEFA Europa League.

## Internațional
La 5 martie 2014.
| Echipa națională | Sezon   | Meciuri | Goluri | Pase de gol |
| ---------------- | ------- | ------- | ------ | ----------- |
| Spania           | 2011–12 | 11      | 1      | 3           |
| Spania           | 2012–13 | 11      | 3      | 1           |
| Spania           | 2013–14 | 3       | 1      | 0           |
| Total            | Total   | 25      | 5      | 4           |